# 马格雷利奥
马格雷利奥（義大利語：Magreglio），是意大利科莫省的一个市镇。总面积3平方公里，人口660人，人口密度220.0人/平方公里（2009年）。ISTAT代码为013139。

## 友好城市
- 德国弗里德贝格